# كأس الكؤوس الأوروبية 1992–93
كأس الكؤوس الأوروبية 1992–93 هو الموسم 33 من  كأس الكؤوس الأوروبية. أقيم خلال الفترة 19 أغسطس 1992 وحتى 12 مايو 1993، والذي يشرف على تنظيمه الاتحاد الأوروبي لكرة القدم، وكان عدد الأندية المشاركة فيه  36، وفاز فيه نادي بارما.